# Robinsonia lefaivrei
Robinsonia lefaivrei là một loài bướm đêm thuộc phân họ Arctiinae, họ Erebidae.